# 海南衛
海南衛是明代的一個衛所，隸廣東都司。明洪武五年(1372)置，治所在瓊州府城西，即今海南省。下設清瀾、萬州、南山、儋州、昌化、崖州守御千戶所。儋州、昌化、崖州這三個千戶所辖军民今仍使用海南军话。

## 今地名
原儋州守御千戶所下辖
- 积勇都（今儋州市三都镇积勇村）

原昌化守御千戶所下辖
- 第八百户所（今东方市八所镇八所村）
- 第十百户所（今东方市八所镇十所村）

原崖州守御千戶所下辖
- 第四百户所（今乐东黎族自治县九所镇四所村）
- 第九百户所（今乐东黎族自治县九所镇九所村）
- 第十百户所（今乐东黎族自治县九所镇十所村）